# Lijst van nummer 1-hits in de UK Singles Chart in 1997
Deze hits stonden in 1997 op nummer 1 in de UK Singles Chart:
| Datum        | Artiest | Titel                                                              |
| ------------ | --- | ------------------------------------------------------------------ |
| 4 januari    | Spice Girls | 2 become 1                                                         |
| 11 januari   | Spice Girls | 2 become 1                                                         |
| 18 januari   | Tori Amos | Professional widow (It's got to be big) (re-mix)                   |
| 25 januari   | White Town | Your woman                                                         |
| 1 februari   | Blur | Beetlebum                                                          |
| 8 februari   | LL Cool J | Ain't nobody                                                       |
| 15 februari  | U2 | Discotheque                                                        |
| 22 februari  | No Doubt | Don't speak                                                        |
| 1 maart      | No Doubt | Don't speak                                                        |
| 8 maart      | No Doubt | Don't speak                                                        |
| 15 maart     | Spice Girls | Mama / Who do you think you are                                    |
| 22 maart     | Spice Girls | Mama / Who do you think you are                                    |
| 29 maart     | Spice Girls | Mama / Who do you think you are                                    |
| 5 april      | The Chemical Brothers | Block rockin' beats                                                |
| 12 april     | R. Kelly | I believe I can fly                                                |
| 19 april     | R. Kelly | I believe I can fly                                                |
| 26 april     | R. Kelly | I believe I can fly                                                |
| 3 mei        | Michael Jackson | Blood on the dancefloor                                            |
| 10 mei       | Gary Barlow | Love won't wait                                                    |
| 17 mei       | Olive | You're not alone                                                   |
| 24 mei       | Olive | You're not alone                                                   |
| 31 mei       | Eternal & BeBe Winans | I wanna be the only one                                            |
| 7 juni       | Hanson | Mmmbop                                                             |
| 14 juni      | Hanson | Mmmbop                                                             |
| 21 juni      | Hanson | Mmmbop                                                             |
| 28 juni      | Puff Daddy & Faith Evans & 112 | I'll be missing you                                                |
| 5 juli       | Puff Daddy & Faith Evans & 112 | I'll be missing you                                                |
| 12 juli      | Puff Daddy & Faith Evans & 112 | I'll be missing you                                                |
| 19 juli      | Oasis | D'you know what I mean                                             |
| 26 juli      | Puff Daddy & Faith Evans & 112 | I'll be missing you                                                |
| 2 augustus   | Puff Daddy & Faith Evans & 112 | I'll be missing you                                                |
| 9 augustus   | Puff Daddy & Faith Evans & 112 | I'll be missing you                                                |
| 16 augustus  | Will Smith | Men in black                                                       |
| 23 augustus  | Will Smith | Men in black                                                       |
| 30 augustus  | Will Smith | Men in black                                                       |
| 6 september  | Will Smith | Men in black                                                       |
| 13 september | The Verve | The drugs don't work                                               |
| 20 september | Elton John | Candle in the wind 1997 / Something about the way you look tonight |
| 27 september | Elton John | Candle in the wind 1997 / Something about the way you look tonight |
| 4 oktober    | Elton John | Candle in the wind 1997 / Something about the way you look tonight |
| 11 oktober   | Elton John | Candle in the wind 1997 / Something about the way you look tonight |
| 18 oktober   | Elton John | Candle in the wind 1997 / Something about the way you look tonight |
| 25 oktober   | Spice Girls | Spice up your life                                                 |
| 1 november   | Aqua | Barbie girl                                                        |
| 8 november   | Aqua | Barbie girl                                                        |
| 15 november  | Aqua | Barbie girl                                                        |
| 22 november  | Aqua | Barbie girl                                                        |
| 29 november  | Lou Reed, Bono, Skye Edwards, David Bowie, Suzanne Vega, Elton John, Boyzone, Lesley Garrett, Burning Spear, Thomas Allen, Brodsky Quartet, Heather Small, Emmylou Harris, Tammy Wynette, Shane McGowan, Sheona White, Dr. John, Robert Cray, Hugh Morgan, Ian Broudie, Gabrielle, Evan Dando, Courtney Pine, BBC Symphony Orchestra, Brett Anderson, Visual Ministry Choir, Joan Armatrading, Laurie Anderson & Tom Jones | Perfect day                                                        |
| 6 december   | Lou Reed, Bono, Skye Edwards, David Bowie, Suzanne Vega, Elton John, Boyzone, Lesley Garrett, Burning Spear, Thomas Allen, Brodsky Quartet, Heather Small, Emmylou Harris, Tammy Wynette, Shane McGowan, Sheona White, Dr. John, Robert Cray, Hugh Morgan, Ian Broudie, Gabrielle, Evan Dando, Courtney Pine, BBC Symphony Orchestra, Brett Anderson, Visual Ministry Choir, Joan Armatrading, Laurie Anderson & Tom Jones | Perfect day                                                        |
| 13 december  | Teletubbies | Teletubbies say eh-oh!                                             |
| 20 december  | Teletubbies | Teletubbies say eh-oh!                                             |
| 27 december  | Spice Girls | Too much                                                           |

1952 ·
1953 ·
1954 ·
1955 ·
1956 ·
1957 ·
1958 ·
1959 ·
1960 ·
1961 ·
1962 ·
1963 ·
1964 ·
1965 ·
1966 ·
1967 ·
1968 ·
1969 ·
1970 ·
1971 ·
1972 ·
1973 ·
1974 ·
1975 ·
1976 ·
1977 ·
1978 ·
1979 ·
1980 ·
1981 ·
1982 ·
1983 ·
1984 ·
1985 ·
1986 ·
1987 ·
1988 ·
1989 ·
1990 ·
1991 ·
1992 ·
1993 ·
1994 ·
1995 ·
1996 ·
1997 ·
1998 ·
1999 ·
2000 ·
2001 ·
2002 ·
2003 ·
2004 ·
2005 ·
2006 ·
2007 ·
2008 ·
2009 ·
2010 ·
2011 ·
2012 ·
2013 ·
2014 ·
2015 ·
2016 ·
2017 ·
2018 ·
2019 ·
2020 ·
2021
- Nederland (Top 40)
- Nederland (Single Top 100)
- Vlaanderen (Radio 2 Top 30)
- Vlaanderen (Ultratop 50)
- Wallonië
- Australië
- Denemarken
- Duitsland
- Frankrijk
- Italië
- Noorwegen
- Verenigd Koninkrijk
- Verenigde Staten (Hot 100)